# Кастелно Дирбан
Кастелно Дирбан (фр. Castelnau-Durban) насеље је и општина у јужној Француској у региону Миди Пирене, у департману Арјеж која припада префектури Сен Жирон.
По подацима из 2011. године у општини је живело 428 становника, а густина насељености је износила 32,47 становника/km². Општина се простире на површини од 13,18 km². Налази се на средњој надморској висини од 410 метара (максималној 931 m, а минималној 361 m).

## Демографија
| 1962. | 1968. | 1975. | 1982. | 1990. | 1999. | 2011. |
| ----- | ----- | ----- | ----- | ----- | ----- | ----- |
| 507   | 550   | 522   | 479   | 437   | 423   | 428   |

График промене броја становника у току последњих година